# Eilica obscura
Eilica obscura är en spindelart som först beskrevs av Eugen von Keyserling 1891.  Eilica obscura ingår i släktet Eilica och familjen plattbuksspindlar. Inga underarter finns listade i Catalogue of Life.